# Chiesa e convento di San Giovanni Battista (Kirchheim unter Teck)

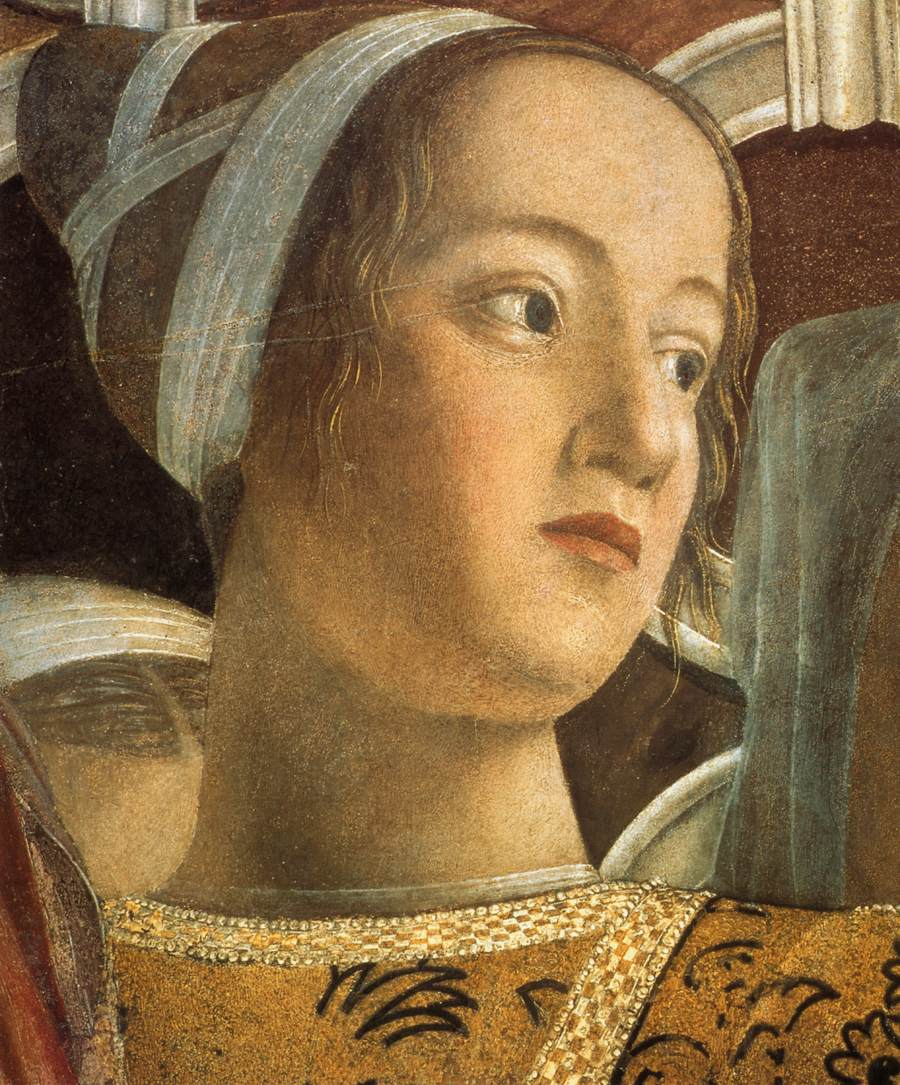
Barbara Gonzaga, Andrea Mantegna, Camera degli Sposi, Mantova

La chiesa e il convento di San Giovanni Battista dei Domenicani erano un complesso religioso sito a Kirchheim unter Teck, in Germania, demoliti nel 1537.
Nella chiesa venne sepolta Barbara Gonzaga, duchessa di Württemberg, figlia di Ludovico III Gonzaga, marchese di Mantova, morta a Böblingen il 30 maggio 1503. Durante la demolizione del convento nel 1537, i suoi resti vennero però dispersi.